# Bismarck Civic Center
 (avril 2025).
Si vous disposez d'ouvrages ou d'articles de référence ou si vous connaissez des sites web de qualité traitant du thème abordé ici, merci de compléter l'article en donnant les références utiles à sa vérifiabilité et en les liant à la section « Notes et références ».
Le Bismarck Civic Center est une salle omnisports située à Bismarck au Dakota du Nord.
C'est le domicile des Wizards du Dakota depuis 1995. Sa capacité est de 10 100 places.
En 2002, cette salle a accueilli les Championnats du monde de curling masculin et féminin.